# What Fresh Hell Is This?
Albums de Passion Fodder
Woke Up This Morning...
(1989) 1985 – 1991 And Bleed That River Dry
(1998)
What Fresh Hell Is This? est le cinquième album du groupe de rock alternatif franco-américain Passion Fodder, publié en 1991 sur le label Barclay Records. La pochette du disque est l'œuvre du peintre Ricardo Mosner.

## Liste des titres de l'album
1. Lucybel Lee
2. Ballad of a Boy or a Girl
3. The Last American Dream
4. Oh Lord
5. And Bleed that River Dry
6. Into the Beloved
7. She Can Be Vandalized
8. Andalusian Zorro Song
9. Holy Days
10. Burn the Flag
11. Lucybel Lee

## Musiciens ayant participé à l'album
- Theo Hakola - chant, guitare
- Pascal Humbert - basse, contrebasse, guitare
- Jean-Yves Tola - batterie
- Lionel Dollet - guitare, claviers
- Bénédicte Villain - violon